# Rick Mears
Rick Mears, född 3 december 1951 i Wichita, är en amerikansk racerförare. 
Mears tävlade i Champ Car och vann där titeln 1979, 1981 och 1982. Han tävlade hela karriären i Penske Racing. Han vann Indianapolis 500 fyra gånger, den sista gången 1991. Det är delat rekord med bland annat A.J. Foyt. Han blev invald i International Motorsports Hall of Fame 1997.

## Champ Car-segrar
| Nr | Bana             | År   |
| -- | ---------------- | ---- |
| 1  | Indianapolis 500 | 1979 |
| 2  | Trenton          | 1979 |
| 3  | Atlanta          | 1979 |
| 4  | Mexico City      | 1980 |
| 5  | Atlanta          | 1981 |
| 6  | Atlanta          | 1981 |
| 7  | Riverside        | 1981 |
| 8  | Detroit          | 1981 |
| 9  | Watkins Glen     | 1981 |
| 10 | Mexico City      | 1981 |
| 11 | Phoenix          | 1982 |
| 12 | Atlanta          | 1982 |
| 13 | Pocono           | 1982 |
| 14 | Riverside        | 1982 |
| 15 | Detroit          | 1983 |
| 16 | Indianapolis 500 | 1984 |
| 17 | Pocono           | 1985 |
| 18 | Pocono           | 1987 |
| 19 | Indianapolis 500 | 1988 |
| 20 | Milwaukee        | 1988 |
| 21 | Phoenix          | 1989 |
| 22 | Milwaukee        | 1989 |
| 23 | Laguna Seca      | 1989 |
| 24 | Phoenix          | 1990 |
| 25 | Indianapolis 500 | 1991 |
| 26 | Michigan         | 1991 |